# Gomphomacromia nodisticta
Gomphomacromia nodisticta är en trollsländeart som beskrevs av Friedrich Ris 1928. Gomphomacromia nodisticta ingår i släktet Gomphomacromia och familjen skimmertrollsländor. Inga underarter finns listade i Catalogue of Life.